# Pio Leyva
Pio Leyva, eg. Wilfredo Pascual, född 5 maj 1917 i Morón, Kuba, död 22 mars 2006 i Havanna, var en kubansk sångare och kompositör i Buena Vista Social Club.